# Kōsetsu-en
Le Kōsetsu-en (香雪園, Kōsetsu-en) est un jardin dans la ville de Hakodate sur l'île de Hokkaidō au Japon, qui fusionne les styles japonais et occidentaux. Il est créé en 1898 (ou peut-être en 1895) par un important commerçant du nom d'Iwafune. Le jardin est désigné lieu de beauté pittoresque de niveau national.